# Concerto n. 6 per pianoforte e orchestra (Malipiero)
Il Concerto n. 6 per pianoforte e orchestra "Delle macchine" è una composizione di Gian Francesco Malipiero scritta nel 1964, che chiude la serie dei concerti pianistici dell'autore.

## Storia della composizione
Tra i sei composti per pianoforte e orchestra da Malipiero, un posto a sé spetta al Sesto per la sua singolare nascita; fu concepito infatti sulla base di una precedente composizione, Macchine, scritta nel 1963 su commissione della rivista Civiltà delle Macchine per celebrare i trent'anni dell'Istituto per la Ricostruzione Industriale (IRI). Analoga richiesta fu fatta a Goffredo Petrassi, che compose Musica di ottoni.  Entrambe le partiture furono poi allegate al n.6 della rivista di quell'anno.
Malipiero riutilizzò parte del materiale di Macchine e lo fece confluire nel suo Sesto concerto per pianoforte e orchestra, terminato ad Asolo l'8 settembre 1964 ed eseguito poi in prima assoluta nel 1966 all'Auditorio della Conciliazione a Roma.

## Struttura della composizione
Il primo movimento è un Allegro dove si avvertono prestiti tematici dalla precedente composizione Macchine, ma soprattutto per la struttura ritmica, connotata da un pulsare incessante. Le varie sezioni orchestrali si alternano con il solista scambiandosi frasi in tono vigoroso e tagliente; poi, circa a metà del movimento, si apre una parentesi di relativa quiete dove emerge a protagonista un violino solista che dialoga con il pianoforte, sostituito poi dai fiati e dalle altre sezioni orchestrali, fin quando un rullo di tamburo riporta al motivo introduttivo del pianoforte cui segue la brusca conclusione del movimento. 
Il secondo movimento Lento, il più ampio e sviluppato del Concerto, si apre con una lunga frase del pianoforte solista, successivamente accompagnato dal violino in un primo momento e poi dalla sezione degli archi; esso rappresenta una lunga parentesi calma e meditativa dopo il ritmo sfrenato fragoroso del precedente Allegro. Prevale la sensazione di una desolata tristezza, alla fine della quale il maestro veneziano introduce una citazione, al tempo stesso enigmatica e sorprendente, dal motivo della firma musicale di Dmitrij Šostakovič secondo la traslitterazione in lingua tedesca DSch (D, Es, C, H, ovvero Re, Mi bemolle, Do, Si). Prima del finale, al termine di un impegnativo passaggio per il solista si ode nuovamente l’acuta voce del violino solo, cui segue una conclusione in tono sommesso affidata al pianoforte con l’accompagnamento di archi, arpa e celesta, Il flauto nel registro acuto mette la parola fine al movimento.
Nel terzo movimento Allegro riappare la tematica nervosa e  aspra  del primo movimento accanto al ritmo motorio incessante ed alla tessitura audace e ardita, con il dialogo serrato tra il pianoforte e le varie sezioni orchestrali. Nella parte conclusiva di questo brioso e talora travolgente Allegro riemerge la matrice originaria del Concerto, nato come sviluppo di un breve brano per un piccolo complesso strumentale, dal tono potente e incisivo e dominato dal principio alla fine da un ritmo vigoroso e inarrestabile.

## Discografia parziale
- Delia Pizzardi; Nürnberger Symphoniker, Othmar F. Maga (EMG Classical)
- Sandro Ivo Bartoli; Rundfunk Sinfonieorchester Saarbrücken, Michele Carulli (cpo). Le note illustrative (in tedesco, inglese e francese) sono a cura dello stesso Bartoli.
- Paolo Vergari; Orchestra Filarmonica de Stat Iaşi, Michele Santorsola (Phoenix).